# Toynton St Peter
Toynton St Peter is een civil parish in het bestuurlijke gebied East Lindsey, in het Engelse graafschap Lincolnshire. In 2001 telde het dorp 225 inwoners.
In het Domesday Book van 1086 staan Toynton St Peter en de naburige plaatsjes Toynton All Saints en Toynton Fenside alle drie als Toantun(e) vermeld. Hierdoor is niet met zekerheid te zeggen wat wat is. Samen hadden de nederzettingen in 1086 78 huishoudens, een kerk en een oppervlakte van bijna 50 hectare.